# Эрнест, Николай Андреевич
Николай Андреевич Эрнест (02.12.1893 — 24.07.1968) — советский военный деятель, генерал-майор танковых войск (Постановление СНК СССР № 1219 от 05.11.1943).

## Начальная биография
Родился 2 декабря 1893 года в городе Мариенбург Валкского уезда Лифляндской губернии (ныне Алуксне Алуксненского края, Латвия). Латыш. Окончил Псковское городское училище (1912), Венденское реальное училище (1915), 2 курса Рижского политехнического института (Москва, 1917). Член ВКП(б) с октября 1919 г. (п/б № 0424038, 1017741, 01831897).
Образование. Окончил Чугуевское военное училище (1917), «Выстрел» (1919), ВА РККА им. Фрунзе (1923).
Служба в армии. В РИА с апреля 1917 года РККА с января 1918 года.
Участие в войнах, военных конфликтах. Гражданская война (1918 - 1919). Великая Отечественная война. Был в командировке на фронте.

## Военная служба

### Служба в Русской императорской армии
С апреля по август 1917 года - юнкер Чугуевского военного училища. С августа 1917 г. - младший офицер 32-го Сибирского запасного полка (г. Томск).

### Служба в Красной армии
С января 1918 года - член военного комитета Западно-Сибирского ВО. С мая 1918 года - помощник заведующего отдела снабжения оперативного штаба Западно-Сибирского ВО. С августа 1918 года - Помощник начальника штаба 2-й Уральской пехотной дивизии (Восточный фронт). С октября 1918 года - преподаватель инструкторских курсов 30-й стрелковой дивизии. С декабря 1918 года - командир запасного батальона 30-й стрелковой дивизии. С февраля 1919 года - начальник разведпункта 3-й бригады 2-й Латышской стрелковой дивизии.
С августа по декабрь 1919 года - слушатель Стрелково-тактические курсы усовершенствования комсостава РККА им. III Коминтерна (КУКС «Выстрел»).
С декабря 1919 года - начальник повторных командных курсов 15-й армии (Северо-Западный фронт).
С октября 1920 по сентябрь 1923 года - слушатель Военной академии РККА им. М. В. Фрунзе.
С сентября 1923 года - командир роты 135-го стрелкового полка 45-й стрелковой дивизии (Украинский ВО). С мая 1924 года - помощник начальника отдела боевой подготовки Украинского ВО. С ноября 1924 года - начальник штаба 96-й стрелковой дивизии. С ноября 1927 года - помощник начальника отдела 2-го управления штаба РККА. С декабря 1928 года - преподаватель Стрелково-тактические курсы усовершенствования комсостава РККА им. III Коминтерна (КУКС «Выстрел»).
С 26 сентября 1931 года - начальник учебной части Ленинградских бронетанковых курсов усовершенствования комсостава. С июля 1932 года - помощник начальника 1-го отдела 1-го (Учебно-строевого) управления УММ РККА. С января 1935 года - начальник 2-го отдела ГАБТУ. С февраля 1937 г. - командир-комиссар 25-го механизированного полка 25-й кавалерийской дивизии. С марта 1939 года и на 1940 год - преподаватель Военной академии РККА им. М. В. Фрунзе.
Был в командировках на Западном фронте в период битвы за Москву. Собрал и обобщил много важного материала. На 1942, на ноябрь 1943 доцент, кандидат военных наук, за беспорочную службу в Красной армии, участие в Гражданской войне и высокопродуктивную работу  по подготовке кадров для фронтов Отечественной войны награждён орденом Красной Звезды. На август 1945 года - начальник кафедры ВА РККА им. Фрунзе. Награждён медалью «За оборону Москвы».
На 1954 год - Заместитель начальника кафедры ВА РККА им. Фрунзе.
Умер 24 июля 1968 года в Москве.

### Воинские звания
Полковник (Приказ НКО № 2509 от 09.11.1935), генерал-майор т/в (Постановление СНК СССР № 1219 от 05.11.1943).

## Награды
- Орден Ленина (21.02.1945)[6][2].
- два ордена Красного Знамени (03.11.1944, 24.06.1948)[7][2].
- Орден Красной Звезды (07.12.1943)[2].
- Медаль «XX лет РККА» (1938)
- Медаль «За оборону Москвы» (01.05.1944)[8][2].
- Медаль «За победу над Германией в Великой Отечественной войне 1941—1945 гг.» (09.05.1945),
- Юбилейная медаль «30 лет Советской Армии и Флота» (1948)[2].
- Юбилейная медаль «40 лет Вооружённых Сил СССР»[9]
- Юбилейная медаль «50 лет Вооружённых Сил СССР» (26 декабря 1967[10])

## Память
- На могиле установлен надгробный памятник
- Его имя увековечено в Главном Храме Вооружённых сил России, и навсегда запечатлено на мемориале «Дорога памяти»[2]